# Stadionul Alberto J. Armando
Stadionul Alberto J. Armando, denumit uneori Caldeirão do Clube Atlético Boca Juniors și cunoscut mai ales sub numele La Bombonera (Cutia de ciocolată), este un stadion din Buenos Aires, Argentina. Stadionul, amplasat în cartierul La Boca, reprezintă locul de desfășurare a meciurilor de acasă ale clubului de fotbal Boca Juniors și este numit după fostul președinte Alberto J. Armando.
Stadionul a fost inaugurat în 1940, fiind apoi extins în perioada 1949-1953 și renovat între 1995-1996. Inițial s-a numit Estadio Camilo Cichero. Denumirea La Bombonera sub care este în general cunoscută arena provine de la forma sa neobișnuită, cu o tribună desfășurată doar pe verticală din cauza lipsei spațiului. Forma neobișnuită a stadionului creează o acustică deosebită, suporterii lui Boca fiind porecliți „al 12-lea jucător”. 
Pe lângă partidele de fotbal interne și internaționale disputate de Boca Juniors, La Bombonera a găzduit de-a lungul timpului mai multe concerte susținute de formații și cântăreți celebri precum: Lenny Kravitz, Elton John, James Blunt, Bee Gees, Backstreet Boys, Cast și alții. Stadionul are o capacitate de 49.000 de locuri.

## Istoric
Construcția stadionului a fost începută pe data de 18 februarie 1938, după planurile realizate de arhitecții José Luis Delpini, Viktor Sulčič și Raúl Bes. Până la finalizarea lucrărilor la noua arenă sportivă, Boca a jucat meciurile de acasă pe stadionul clubului Ferro Carril Oeste, situat de asemenea în Buenos Aires.
Estadio Camilo Cichero (așa cum s-a numit inițial La Bombonera) a fost inaugurat pe data de 25 mai 1940 printr-un meci amical între Boca Junios și San Lorenzo, partidă câștigată cu scorul de 2–0 de Boca, ambele goluri fiind marcate de Ricardo Alarcón.
În prezent La Bombonera are o capacitate de 49.000 de locuri, popularitatea crescută a clubului făcând ca biletele să se găsească foarte greu, mai ales când Boca joacă cu marea rivală River Plate în cel mai important derby al fotbalului argentinian, cunoscut sub numele Superclásico. Scaunele din tribunele stadionului au culorile lui Boca Junios, galben și albastru. De asemenea, în incinta complexului sportiv există un muzeu al clubului, ce poartă numele The Passion for Boca Juniors. Muzeul include statuile fotbaliștilor Diego Armando Maradona (care a jucat pentru Boca 70 de meciuri, între 1981-1982 și 1995-1997), respectiv Juan Román Riquelme (care a crescut și s-a remarcat la Boca, jucând sub culorile clubului 151 de partide în perioada 1996-2002).

## Imagini

Vedere panoramică către vest a stadionului La Bombonera (1 martie 2012)

Vedere panoramică către est a stadionului La Bombonera (1 martie 2012)

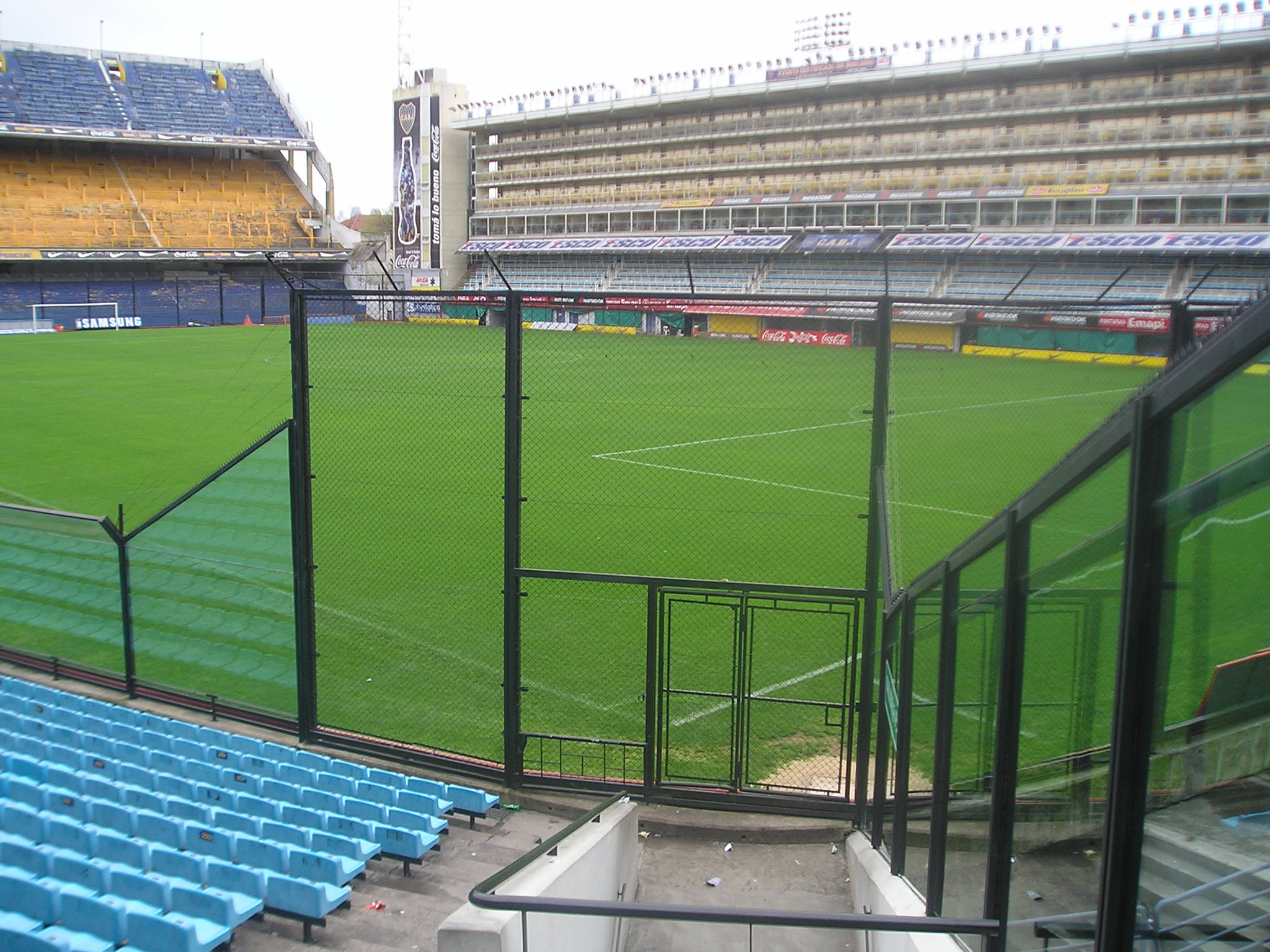
Vedere din interior
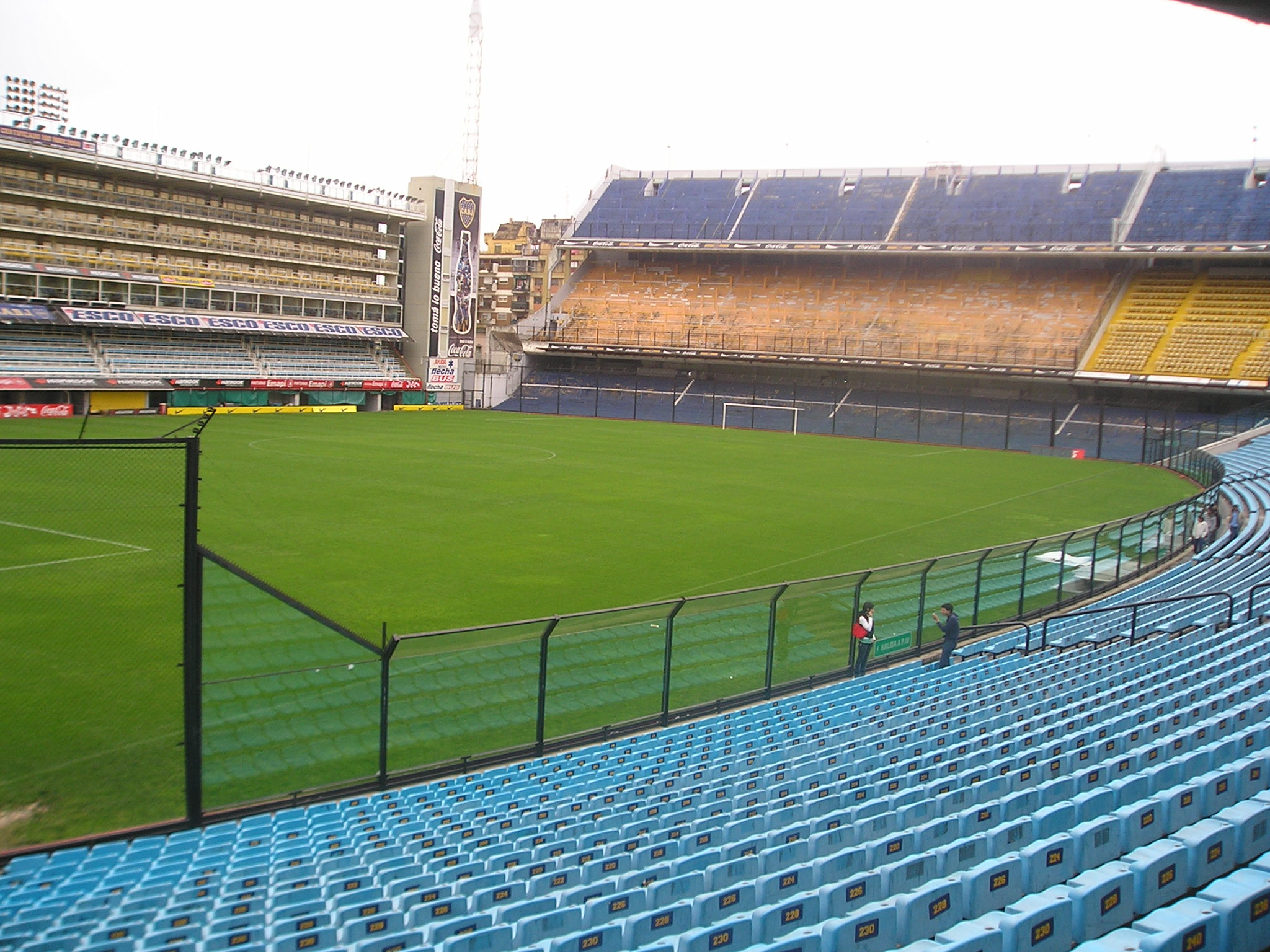
Vedere din interior
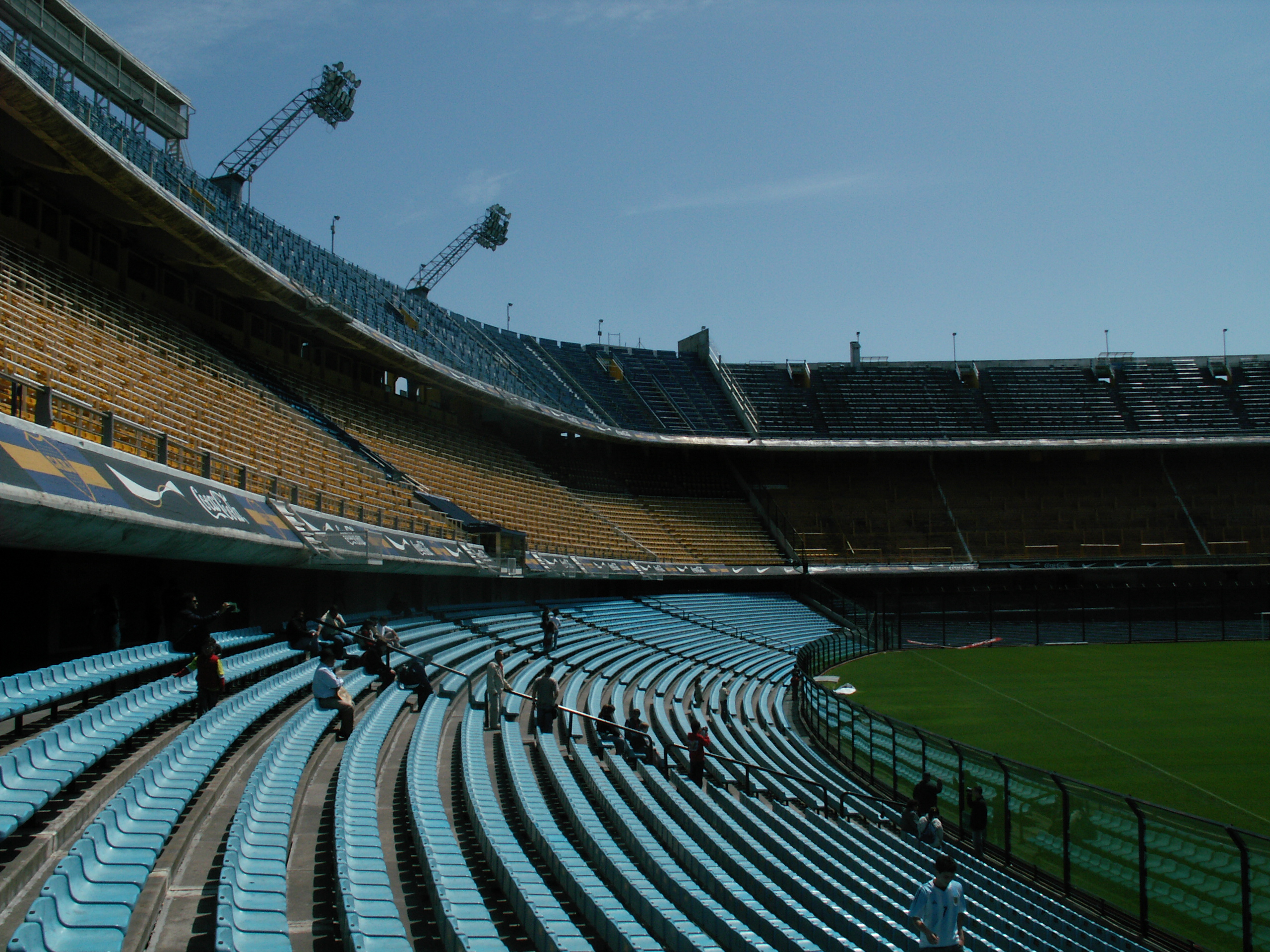
Vedere din interior
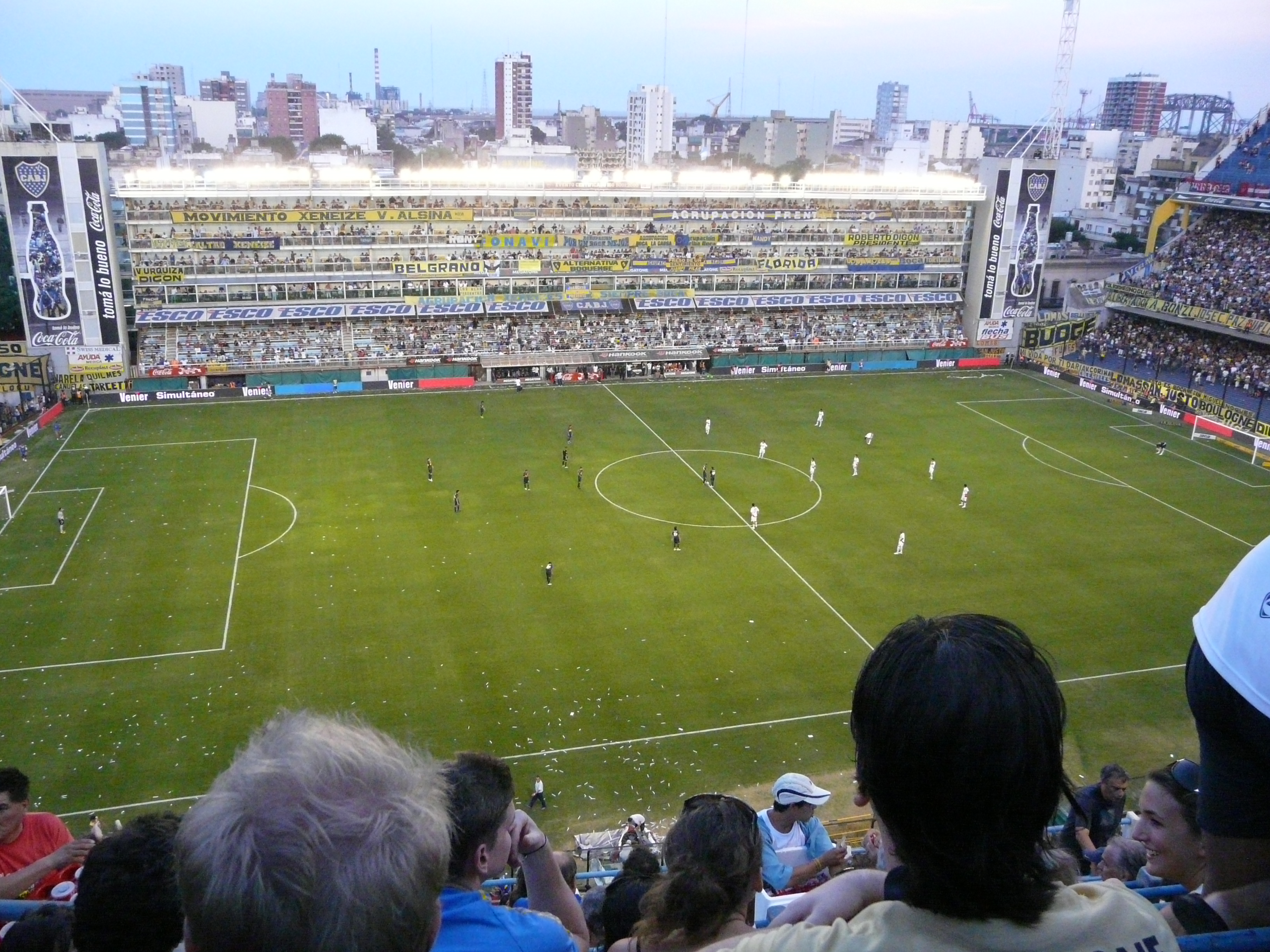
Vedere din interior
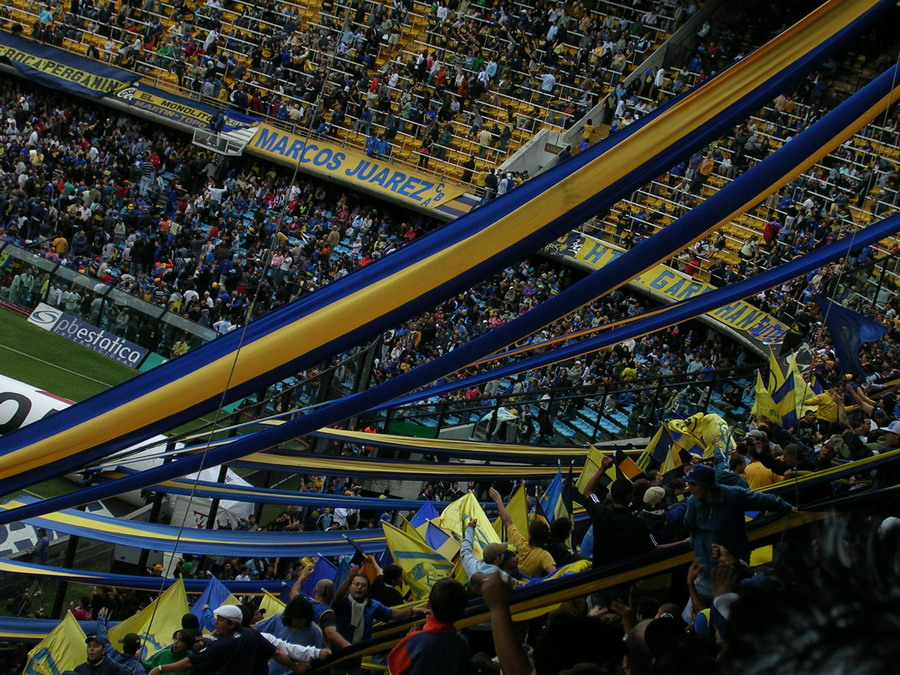
Vedere din interior
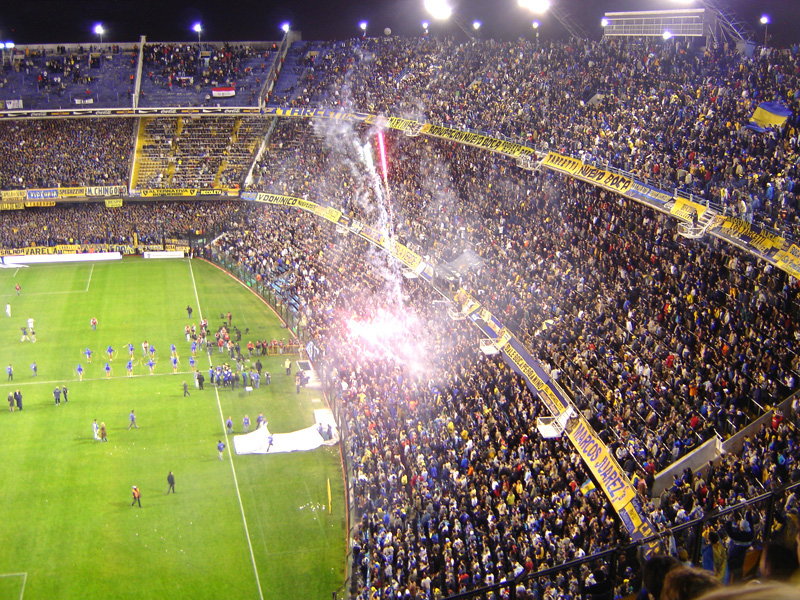
Vedere din interior
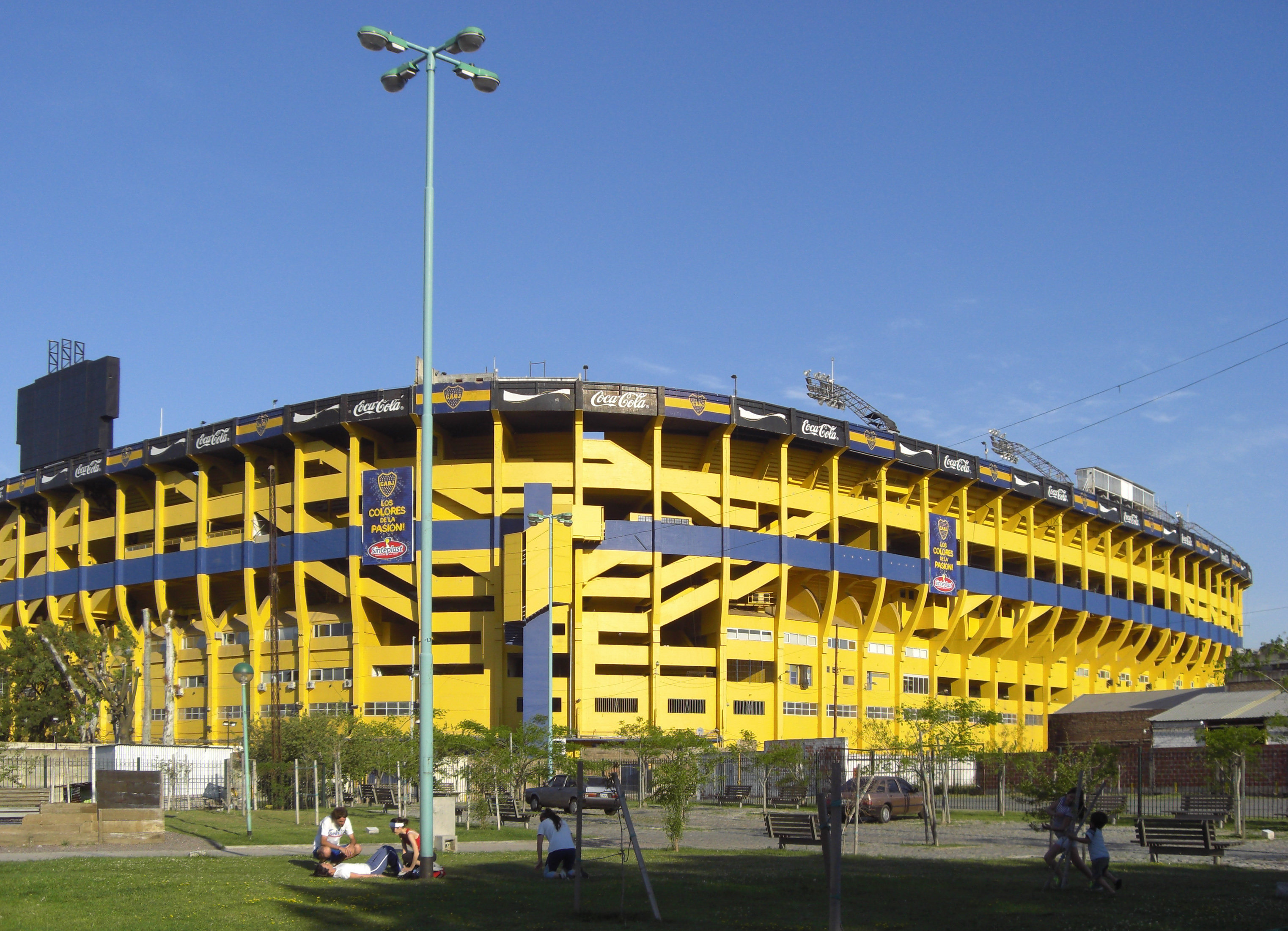
Vedere exterioară
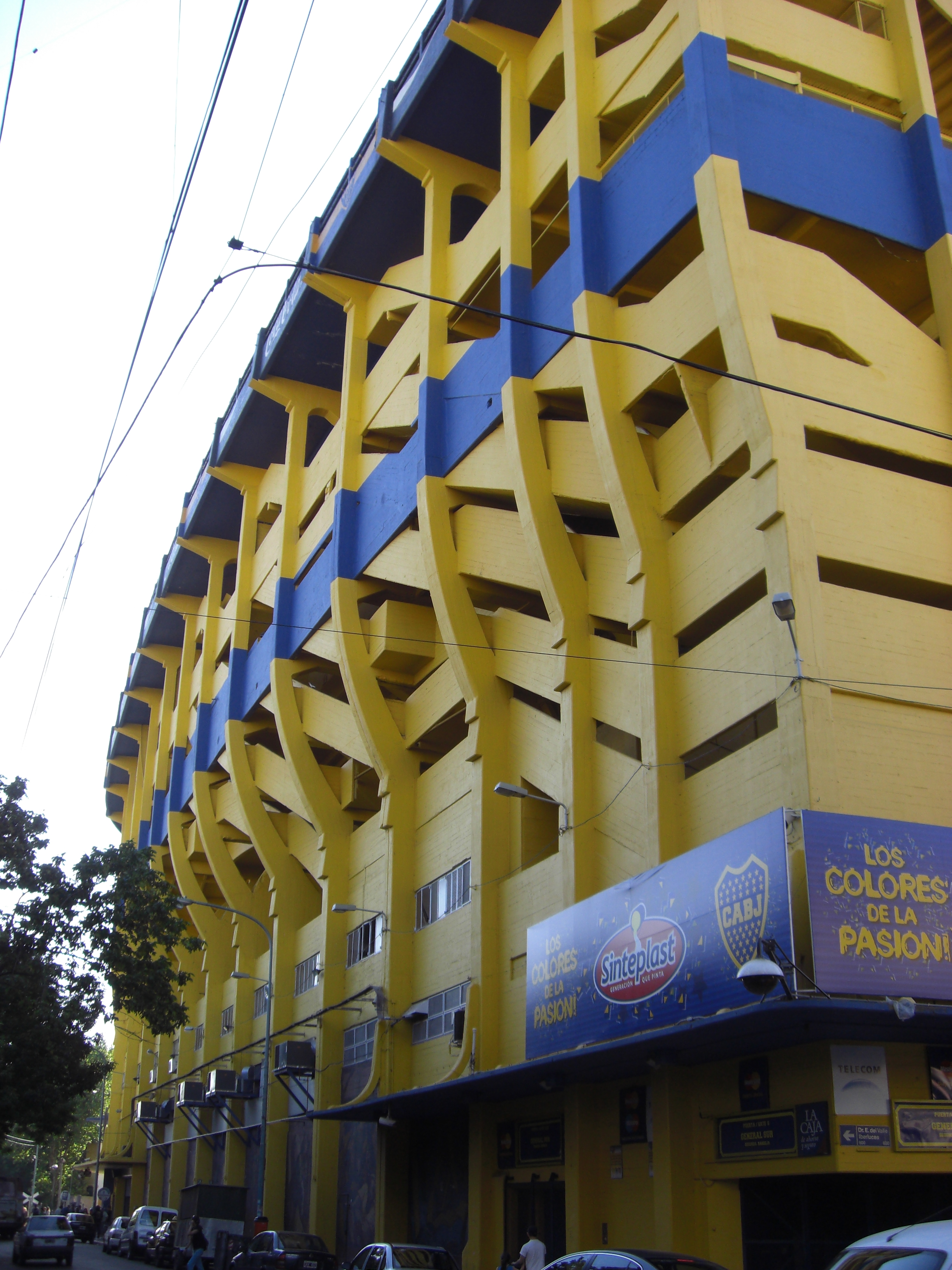
Vedere exterioară
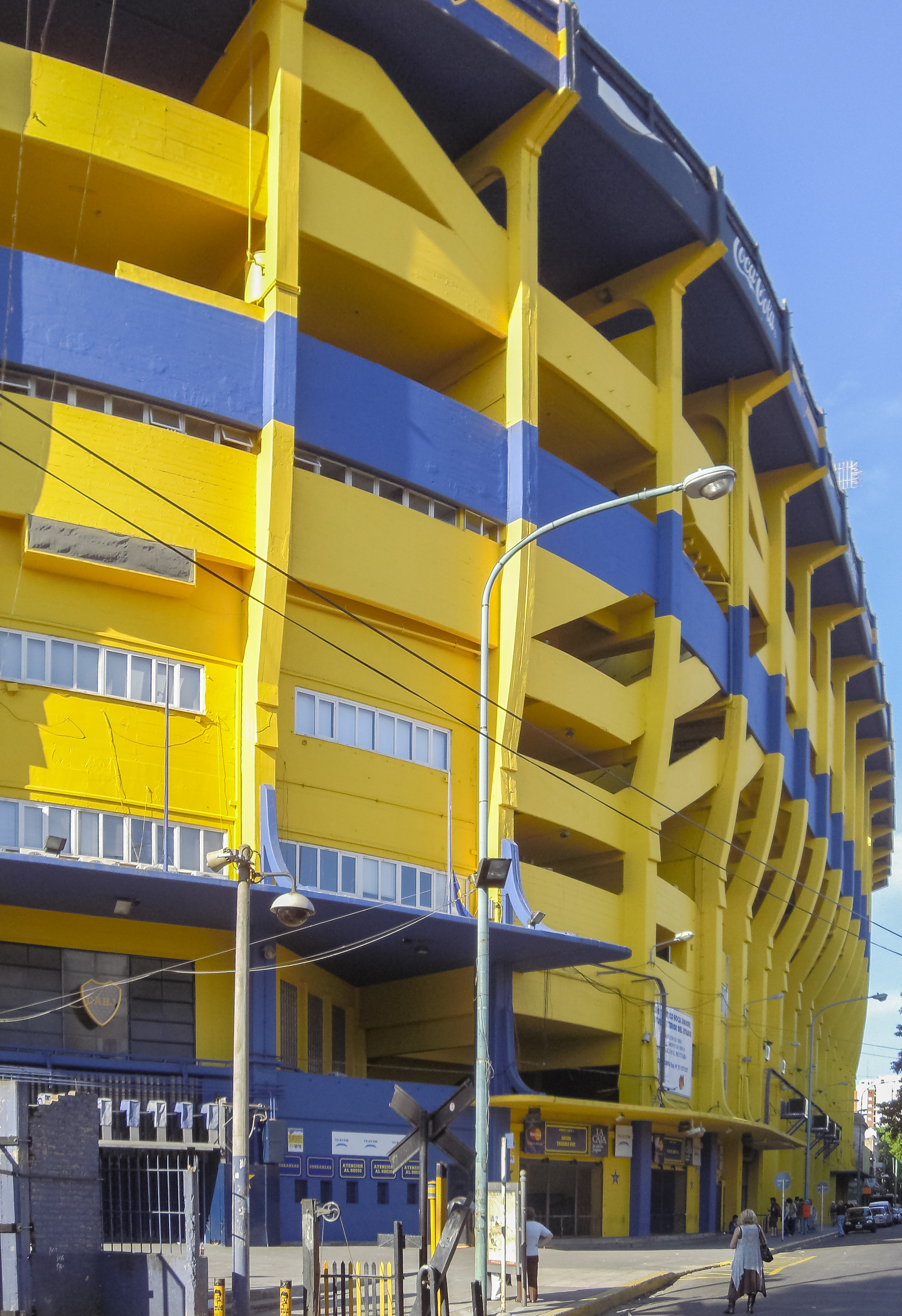
Vedere exterioară